# アブラナ
アブラナ（油菜）は、アブラナ科アブラナ属の二年生植物。古くから野菜として、また油を採るため栽培されてきた作物で、別名としてナノハナ（菜の花）、ナタネ（菜種は正式な作物名である）などがあり、江戸時代には胡菜または蕓薹と呼ばれた。
実際にはアブラナ属の花はどれも黄色で似通っていることから、すべて「菜の花」と呼ばれる傾向がある。
植物油の原料として栽培されているのは、ほとんどが別種のセイヨウアブラナ（西洋油菜、学名：B. napus）であり、在来種のアブラナは野菜として生産され、開花前に収穫されてしまうことが多い。また、離弁花類である。

## 概要
原種は、西アジアから北ヨーロッパの大麦畑に生えていた雑草で、農耕文化と共に移動したと考えられている。漢代の中国に渡ると栽培作物となり多様な野菜を生むなど、東アジアで古くから栽培されている。日本では弥生時代以降から利用されたとみられる。
本来は菜、つまり葉物野菜として利用され、古事記では吉備の菘菜（あおな）、万葉集では佐野の茎立（くくたち）として登場し、花芽についても、延喜式に記されている。
江戸時代になって、植物油の採油目的として栽培され、その油は菜種油と呼ばれた。菜種油は、主に灯油原料として利用され、生活に密着したものとなった。そのため、菜種という言葉は、一般的な植物名として定着したのであった。また、一般にアブラナ属植物の種子からは油が採取でき、カラシナやカブも利用されている。
丈夫で育てやすく、広く栽培されたなじみ深い作物だった。また、菜種畑は明るい黄色が畑を覆う「菜の花畑」として春の風物詩とされ、歌や文学作品の題材となるが、明治時代以降はセイヨウアブラナに置き換わっている。

## 変種
原種であるBrassica rapaの変種は数多く、野菜として利用されているものが多い。
- B. rapa var. nippo-oleifera - アブラナ
- B. rapa var. nipposinica - ミズナ
- B. rapa var. rapa - カブ（ヨーロッパ系）
- B. rapa var. hakabura - ノザワナ
- B. rapa var. perviridis - コマツナ
- B. rapa var. chinensis - チンゲンサイ
- B. rapa var. pekinensis - ハクサイ
- B. rapa var. narinosa - ターサイ（英: Tatsoi、日: 塌菜）
- B. rapa var. glabra - カブ（アジア系）
- B. rapa var. utilis - サイシン

このほかコウサイタイ、ブロッコレットなどが、市場に出回るようになっている。アスパラ菜など、交配による新顔も登場している。

### 自然交雑
アブラナ科植物は形態的な変異に富んでいるが、その見た目とは反対に交雑して雑種が生まれやすい。すなわち、同種だけでなく他種の花粉によって結実してしまうもので、学術的な分類の困難な品種も多い。
これは、固定種や在来品種を維持するために自家採種を行っている農家にとって、特に頭の痛い問題であり、種苗用の種子生産では交雑を避けるために隔離栽培（他のアブラナ科植物の花粉で汚染されないよう、数百メートル以上離す）が必要だが、一般の圃場では不可能に近い（小さな島で隔離栽培例がある）。

## 栽培
菜の花（ナバナ）は、秋に種をまき、本葉が5 - 6枚の苗を株間30 - 40センチメートル (cm) で定植し、冬を越して3月上旬から4月上旬に花茎を切って収穫する。畑に直まきする場合は、間引きながら育てる。草丈が20 cmくらいのとき、生長が遅いようであれば追肥も行う。
国内の作付面積では北海道が最大で、特に空知地方中部の滝川市は国内有数の規模で知られる。また近年では同地方南部の岩見沢市と美唄市も滝川市に肩を並べるまでに栽培が急増しており、空知地方だけで全国の作付面積の約3割を占めている。
そのほかに作付面積の大きい地域としては青森県横浜町、次いで秋田県が挙げられる。千葉県の房総半島南部（館山市、南房総市、鴨川市など）の栽培は、統計上大きくはないが、県の花になっている。

### 生産量
| 国                                             | 1965年 | 1975年 | 1985年 | 1995年 | 2000年 | 2005年 | 2007年 | 2009年 |
| ---------------------------------------------- | ------ | ------ | ------ | ------ | ------ | ------ | ------ | ------ |
| 中国                                           | 1.1    | 1.5    | 5.6    | 9.8    | 11.3   | 13.0   | 10.5   | 13.5   |
| カナダ                                         | 0.5    | 1.8    | 3.5    | 6.4    | 7.2    | 9.4    | 9.6    | 11.8   |
| インド                                         | 1.5    | 2.3    | 3.1    | 5.8    | 5.8    | 7.6    | 7.4    | 7.2    |
| ドイツ                                         | 0.3    | 0.6    | 1.2    | 3.1    | 3.6    | 5.0    | 5.3    | 6.3    |
| フランス                                       | 0.3    | 0.5    | 1.4    | 2.8    | 3.5    | 4.5    | 4.7    | 5.6    |
| ポーランド                                     | 0.5    | 0.7    | 1.1    | 1.4    | 1.0    | 1.4    | 2.1    | 2.5    |
| イギリス                                       | <0.007 | 0.06   | 0.9    | 1.2    | 1.2    | 1.9    | 2.1    | 2.0    |
| オーストラリア                                 | <0.007 | <0.06  | 0.1    | 0.6    | 1.8    | 1.4    | 1.1    | 1.9    |
| ウクライナ                                     | <0.007 | <0.06  | <0.03  | <0.1   | 0.1    | 0.3    | 1.0    | 1.9    |
| チェコ                                         | 0.07   | 0.1    | 0.3    | 0.7    | 0.8    | 0.7    | 1.0    | 1.1    |
| アメリカ合衆国                                 | <0.007 | <0.06  | <0.03  | 0.2    | 0.9    | 0.7    | 0.7    | 0.7    |
| ロシア                                         | N/A    | N/A    | N/A    | 0.1    | 0.1    | 0.3    | 0.6    | 0.7    |
| デンマーク                                     | 0.05   | 0.1    | 0.5    | 0.3    | 0.3    | 0.3    | 0.6    | 0.6    |
| ベラルーシ                                     | N/A    | N/A    | N/A    | 0.03   | 0.07   | 0.1    | 0.2    | 0.6    |
| ハンガリー                                     | 0.008  | 0.1    | 0.1    | 0.1    | 0.2    | 0.3    | 0.5    | 0.6    |
| ルーマニア                                     | 0.01   | 0.02   | 0.04   | 0.04   | 0.1    | 0.1    | 0.4    | 0.6    |
| 合計                                           | 5.2    | 8.8    | 19.2   | 34.2   | 39.5   | 46.4   | 50.5   | 61.6   |
| 出典：UN Food & Agriculture Organisation (FAO) |        |        |        |        |        |        |        |        |

## 利用
この項では、セイヨウアブラナも含めたアブラナとしての用途を記す。

### 種子
菜種油
種子の含油量40%、比重0.9、搾り取った菜種油は食用油、灯火、潤滑油の原料となる。精製したものは「白絞油（しらしめゆ）」または「水晶油」。
近年の菜種油は、成分育種が進んでおり、有害なエルカ酸（エルシン酸とも）を含まないエルシン酸フリー品種が主流である。
カナダで開発されたキャノーラ種とはエルシン酸フリーおよび低グルコシノレートの特性を持つ品種であり、エルシン酸フリーのみの品種はキャノーラ種ではない。
世界的にセイヨウアブラナ種子の生産量は年々増加しており、4600万トンを超え、主要生産国は中華人民共和国、カナダ、インド、ドイツ、フランスなど（FAOの2005年の資料から）。
いずれも遺伝子組み換え品種の導入が盛んで、特定の除草剤に耐性をもつものが広く導入されている。日本では組換え作物の生産は行われていない。
菜種油粕
一般的に「油粕」といえば「菜種油粕」を指し、菜種の絞り粕はよい肥料にもなった。成分は窒素約5%、五酸化リン約2.5%。大豆粕と違って飼料にされなかったのは、エルカ酸でなく主にグルコシノレートを含んでいたため。
香辛料
マスタードと同様に、種子（菜種）が薬味などに用いられる。

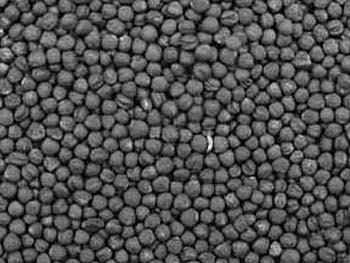
黒種（セイヨウアブラナの種子）
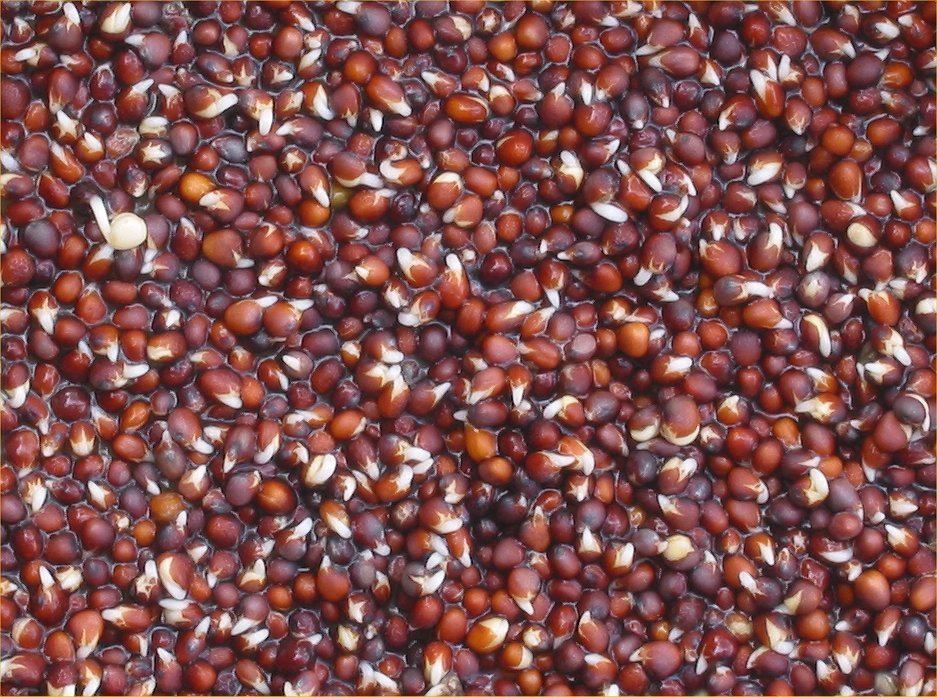
赤種（アブラナと同属の種子）
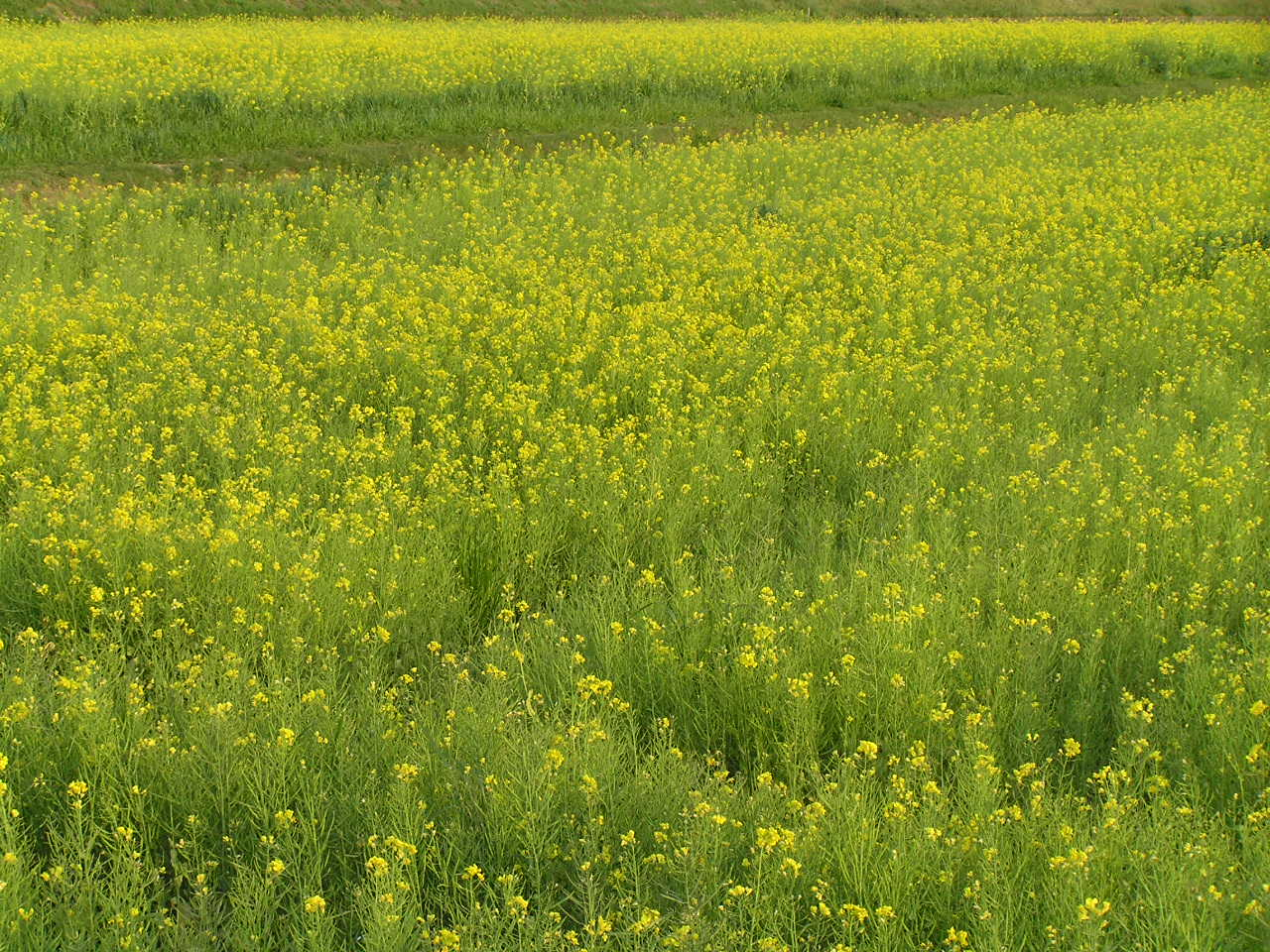
菜の花畑（兵庫県小野市立ひまわりの丘公園内）

### 野菜
市場では、上記の蕾の時期の若い芽の部分だけをまとめたタイプ（はなな）のほかに、掻き取った脇芽を平たく袋詰めにしたタイプ（なばな）が主流となっており、後者の産地としては三重県桑名市長島町の栽培面積が170ha（2007年現在）と全国一で、「なばな発祥の地」と呼ばれている。
これは、従来から栽培していた食用選抜したセイヨウアブラナを、1990年頃から「三重なばな」の名で販売戦略を進めたもので、ブランド野菜の成功例として有名。